# Biserica greco-catolică din Miercurea Sibiului
Biserica „Buna Vestire” din Miercurea Sibiului a fost edificată ca biserică romano-catolică în anul 1773. După 1990 a fost dată de Arhidieceza de Alba Iulia în folosința Bisericii Române Unite cu Roma, Greco-Catolice.

## Istoric
Comunitatea română unită din Miercurea Sibiului a fost până în 1948 filie a parohiei din Dobârca. După 1990 a devenit parohie de sine stătătoare și a obținut lăcaș propriu de cult, de la Biserica Romano-Catolică.